# Philip Brown (homme politique de Charlottetown)
Pour les articles homonymes, voir Philip Brown et Brown.
Philip Brown, né en 1958 ou 1959, est un homme politique municipal canadien de l'Île-du-Prince-Édouard. Il est maire de Charlottetown, capitale de la province, depuis novembre 2018.

## Biographie
Étudiant à l'Université de l'Île-du-Prince-Édouard, Brown travaille ensuite comme enseignant. Il fait son entrée sur la scène politique en siégeant deux mandats au Conseil municipal de Charlottetown de 2001 à 2006. Candidat défait à la mairie de Charlottetown en 2010 et en 2014, il réussit à sa troisième tentative le 5 novembre 2018 et prend ses fonctions le 6 décembre. Il est réélu en 2022.